# Hobart Cavanaugh
Hobart Cavanaugh, född 22 september 1886 i Virginia City, Nevada, död 26 april 1950 i Woodland Hills, Kalifornien, var en amerikansk skådespelare. Cavanaugh medverkade som karaktärsskådespelare i nära 200 Hollywoodfilmer under främst 1930-talet och 1940-talet. Han medverkade även i ett flertal Broadwayuppsättningar 1916-1948.

## Filmografi i urval
- 1932 – Privatdetektiv 62
- 1933 – Lyckans karusell
- 1933 – I hamnens skuggor
- 1933 – Hur ska detta sluta?
- 1933 – Förvildad ungdom
- 1934 – På väg till Mandalay
- 1934 – Kärlek måste man ha!
- 1934 – Brott på linjen
- 1934 – The Key
- 1934 – Madame Du Barry
- 1935 – Hett blod
- 1935 – Den bortrövade venus
- 1935 – Kapten Blod
- 1935 – En midsommarnattsdröm
- 1936 – Hans fru och hans sekreterare
- 1936 – Flickorna gör slag i saken
- 1936 – Kom så gifter vi oss
- 1936 – Den gyllene pilen
- 1939 – Doktorn i dilemma[8]
- 1940 – Vägen till Santa Fe
- 1940 – Kärlek vid första smällen
- 1940 – Tänk om jag gifter mig med chefen!
- 1940 – Spöket reser hem
- 1942 – Snabb karriär garanteras
- 1943 – En fästman för mycket
- 1946 – Det handlar om kärlek
- 1946 – Objuden gäst
- 1946 – Margie
- 1948 – Up in Central Park
- 1949 – Min man – eller din?
- 1950 – Flicka på fallrepet